# Tonka Obretenowa

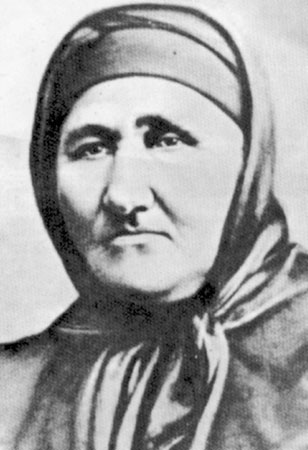

Tonka Obretenowa zw. Baba Tonka, zd. Tonczewa (bułg. Тонка Обретенова; ur. 1812 lub 1814 w Rusczuku lub w Czerwenie, zm. 1893) – bułgarska działaczka niepodległościowa, kurierka Bułgarskiego Centralnego Komitetu Rewolucyjnego. Jej dom w Rusczuku był centrum bułgarskiego ruchu powstańczego w północnej części ziem bułgarskich. 

## Życiorys
Córka Tonczo i Minki Tonczewów, chłopów, którzy na początku XIX w. opuścili rodzinną wieś Czerwen i przeprowadzili się do Rusczuku. Tam w 1812 r. lub w 1814 r. urodziła się ich córka Tonka (inne źródła wskazują Czerwen jako miejsce urodzenia). Rodzice pragnęli kształcić córkę, lecz posyłanie dziewcząt do szkół nie było w tym czasie praktykowane na ziemiach bułgarskich pod panowaniem tureckim. W rezultacie Tonka pozostała niemal całkowitą analfabetką. 
W 1831 r. wyszła za mąż za zamożnego kupca z Rusczuku, Ticho Obretenowa. W małżeństwie urodziło się 12 dzieci, z których pięcioro zmarło w dzieciństwie. Przeżyło pięciu synów i dwie córki. 
Ticho Obretenow był przyjacielem bułgarskiego rewolucjonisty i działacza niepodległościowego Georgiego Rakowskiego, sam też sympatyzował z bułgarskimi bojownikami o wyzwolenie kraju spod panowania tureckiego. W walkę o wolność Bułgarii zaangażowała się również Tonka Obretenowa. Została kurierką Bułgarskiego Centralnego Komitetu Rewolucyjnego, który z Bukaresztu kierował na ziemie bułgarskie zbrojnych powstańców. Dom rodziny w Rusczuku, położony na południowym brzegu Dunaju, stał się punktem zbornym i schronieniem dla bułgarskich działaczy niepodległościowych. Tam ukrywali się działacze poszukiwani przez Turków, nowi bojownicy składali przysięgę i byli wprowadzani do organizacji, odbywały się zebrania miejscowego komitetu rewolucyjnego, przechowywano jego dokumenty. Tonka Obretenowa razem z matką i jedną z córek przewoziła przez Dunaj broń dla bułgarskich powstańców. W 1864 r. wezwała Bułgarki z Rusczuku do buntu przeciwko lokalnemu biskupowi Synezjuszowi, który wbrew życzeniom miejscowych prawosławnych używał w liturgii języka greckiego. W 1869 r. lub 1870 r. Ticho Obretenow zmarł. Będąc wdową, Tonka Obretenowa sama utrzymywała odtąd rodzinę i dzieci, nadal wspierając bułgarskich rewolucjonistów. Jej dom pozostawał głównym ośrodkiem ruchu niepodległościowego w Rusczuku. Nazywano ją matką buntowników.
W 1867 r. syn Tonki, Petyr Obretenow, zaciągnął się do Legionu Bułgarskiego w Belgradzie i ostatecznie zginął w jego szeregach. Rok później jej drugi syn Angeł dołączył do oddziału powstańczego pod dowództwem Hadżiego Dimityra i Stefana Karadży. Został schwytany przez Turków, skazany na więzienie i osadzony w Diyarbekirze. Trzeci syn, Nikoła Obretenow, w 1871 r. współtworzył bułgarski komitet rewolucyjny w Rusczuku. Czwarty syn Tonki, Georgi, walczył i zginął w powstaniu starozagorskim. Z kolei córka Tonki Obretenowej Petrana brała udział w przygotowaniach do powstania kwietniowego, szyjąc sztandar dla oddziału powstańców z Czerwenogradu. Jej siostra Anastasija w 1882 r. wyszła za mąż za Zachariego Stojanowa, również bojownika o niepodległość Bułgarii. Tonka Obretenowa, wręczając tureckim urzędnikom łapówki lub przekonując ich do zmiany zdania, niejednokrotnie doprowadziła do tego, że ujęci bułgarscy powstańcy nie byli skazywali na śmierć, a na karę więzienia w twierdzy w Azji Mniejszej. Gdy w więzieniu w Rusczuku zmarł schwytany przez Turków Stefan Karadża, Tonka Obretenowa opiekowała się jego grobem, a jego głowę (czaszkę) przechowała jak relikwię.
W 1876 r. dom Obretenowej był jednym z centrów dowodzenia bułgarskiego powstania kwietniowego. Jej syn Nikoła walczył w powstaniu i został schwytany przez Turków, a następnie skazany na więzienie w Azji Mniejszej. Po skazaniu Nikoły Tonka Obretenowa publicznie stwierdziła, że straciła czterech synów, ale gdyby miała czterech następnych, również pozwoliłaby im walczyć. Nikoła i Angeł Obretenowowie odzyskali wolność w 1878 r. Po odrodzeniu państwa bułgarskiego w 1878 r. Tonka Obretenowa otrzymała honorową emeryturę za swoje zasługi. Pieniądze te przekazywała na zakup podręczników dla ubogich uczennic. Zmarła w 1893 r.

## Upamiętnienie
Postać Tonki Obretenowej jest jednym z symboli walki Bułgarów o niepodległość w XIX wieku. Imię Baby Tonki noszą szkoły i ulice w różnych miastach Bułgarii. W Ruse w dawnym domu córki Tonki, Anastasii, znajduje się muzeum jej imienia, z ekspozycjami poświęconymi rodzinie Obretenowów i bułgarskiemu ruchowi powstańczemu. W 1969 r. w sąsiedztwie muzeum odsłonięto pomnik Tonki Obretenowej. W obwodzie Tyrgowiszte znajduje się wieś Baba Tonka.